# Американо-иорданские отношения
Американо-иорданские отношения — двусторонние дипломатические отношения между США и Иорданией. 

## История
Соединённые Штаты и Иордания поддерживают дружественные отношения. Иордания является одним из основных союзников США вне НАТО. В 2008 году страны подписали Меморандум понимания, в рамках которого США начали оказывать Иордании экономическую помощь. В период с 2013 по 2014 год США выделили этой стране порядка 2 млрд долларов.

## Торговля
Между странами подписано соглашение о свободной торговле. Иордания стала первой арабской страной подписавшей соглашение такого плана с США.